# Christmas Eve (canción de Kelly Clarkson)
"Christmas Eve" es una canción de la cantante estadounidense Kelly Clarkson. Escrita por Clarkson con Jason Halbert, quien la produjo, es una canción de temática navideña sobre cómo presenciar las alegrías festivas de la temporada navideña, principalmente en la víspera de Navidad. Lanzada como pista complementaria del libro infantil de Clarkson River Rose and the Magical Christmas, Atlantic Records la publicó más tarde como sencillo el 30 de noviembre de 2017. La canción está incluida en el segundo álbum navideño de Clarkson, When Christmas Comes Around... (2021).

## Antecedentes y lanzamiento
Líricamente, la canción es una celebración de la temporada navideña. Estaba destinado a acompañar el lanzamiento del segundo libro infantil de Clarkson River Rose and the Magical Christmas que, a diferencia de su predecesor, River Rose and the Magical Lullaby, tiene una canción original completa que no está relacionada con el material que lo acompaña. Clarkson escribió la canción desde la perspectiva de los duendes que hacen los preparativos para las vacaciones, y también la propuso como una posible inclusión en su álbum navideño Wrapped in Red (2013).
"Christmas Eve" fue lanzado originalmente por Atlantic Records el 20 de octubre de 2017, cuatro días antes del lanzamiento de The Magical Christmas.The Magical Christmas. También se emitió una grabación en vivo de la canción como sencillo exclusivamente en el servicio de transmisión de Spotify el 30 de noviembre de 2017. Clarkson reveló que no tenía la intención de que el disco fuera un sencillo, pero una respuesta positiva del público llevó a Atlantic a lanzarlo. Comentó: "Literalmente es muy divertido cantar y simplemente te pone en un estado de ánimo feliz que te prepara para la Navidad", y agregó que "es genial porque fue como un feliz accidente. Se suponía que ni siquiera ser, como, una gran cosa".

## Recepción
Tatiana Tenreyro de Billboard observó que las campanas de la canción y una melodía jubilosa llena de cuernos capturan la magia de las fiestas. Entertainment Weekly la describió como una canción alegre y edificante que muestra magistralmente su voz, acompañada por los sonidos de panderetas, tambores y cascabeles.
En los EE. UU., "Christmas Eve" hizo su debut en la lista Billboard Adult Contemporary, donde alcanzó el número dos, convirtiéndose en su primer éxito entre los dos primeros desde "Wrapped in Red" en 2014. En otros lugares, se ubicó en Billboard Canada AC, Billboard Canada Hot AC, y en las listas nacionales de Austria y Alemania.

## Lista de canciones
Descarga digital

| N.º | Título          | Duración |  |
| 1.  | «Christmas Eve» | 3:00     |  |

Streaming

| N.º | Título                                                             | Duración |  |
| 1.  | «Christmas Eve» (Grabado en los estudios de Spotify en Nueva York) | 2:55     |  |